# Metopia tshernovae
Metopia tshernovae är en tvåvingeart som beskrevs av Boris Borisovitsch Rohdendorf 1955. Metopia tshernovae ingår i släktet Metopia och familjen köttflugor.
Artens utbredningsområde är Kazakstan. Arten är reproducerande i Sverige. Inga underarter finns listade i Catalogue of Life.